# Flora (Mikrobiologie)
In der Mikrobiologie, besonders der Medizinischen Mikrobiologie, ist der Begriff Flora traditionell anders belegt, als es der aktuelle Stand in den Biologie definieren würde. Per definitionem bedeutet Flora Pflanzenwelt, dieser Definition genügt der Gebrauch des Wortes im Bereich Mikrobiologie nicht. Hier ist der Begriff eher zusammenfassend zu verstehen, er bezieht sich auf eine Gesamtheit an unterschiedlichen Mikroorganismen, die in einem definierten Habitat vorkommen. Daraus können sich verschiedene Teilmengen ableiten, bzw. besteht ein vielgenutztes System an Bezügen, welches in dieser Weise nicht zur Verfügung steht, wenn modernere Begriffe benutzt werden.

## Menschliche Flora
Eine Flora bezeichnet die Gesamtheit an Mikroorganismen, die in einem Habitat natürlicherweise vorkommen. Für den Menschen bedeutet dies, dass zusätzlich zu den circa 10¹² Zellen eines erwachsenen Organismus, u. a. 1500 verschiedene Bakterien die Zellzahl des besagten Organismus um etwa 10¹⁴ erhöhen. Die Gesamtheit der Bakterien eines Organismus enthält 200-mal so viele Gene wie der Wirtsorganismus. Dieses Gast-Wirt-Verhältnis ist in der Regel nützlich für Gast wie Wirt. Der Gast (Mikroorganismus) erhält einen Wirt, in dem er geschützt existieren kann, der Wirt erhält u. a. Schutz gegen Infektionen durch Kolonisationsresistenz (ungefährliche Mikroorganismen besetzen die Nischen die gefährlichere Bakterien auch besetzen würden) und viele Stoffwechselleistungen gestellt, die selbst nicht durchgeführt werden können (Bsp. Abbau von Bilirubin). Das Gleichgewicht zwischen Gast und Wirt wird mit komplexen Prozessen in einen Fließgleichgewicht gehalten (Homöostase) und gewährt Gesundheit und Existenz für Gast wie Wirt.

## Einzelne Begriffe und ihre Beziehungen zueinander
- Flora: Gesamtheit aller Mikroorganismen eines Habitats (z. B. eines Menschen). Diese beinhalten Viren, Bakterien und Pilze. Synonym: Mikrobiom.
- Natürliche Flora: natürlich vorkommende, nicht „künstlich“ eingebrachte Mikroorganismen[4]
- Mikrobielle Flora: diese Wortkombination wird in dem Bewusstsein benutzt, dass Flora Pflanzen bezeichnet und um sich davon abzugrenzen. Umfasst alle Mikroorganismen eines Habitats. Synonym: Mikrobiom.
- Standortflora: Teilmenge von Flora. Gesamtheit aller Mikroorganismen an einem Standort (z. B. der Haut).
- Normalflora auch physiologische Flora: Gesamtheit aller Mikroorganismen die in einem bestimmten Habitat physiologischer Weise vorkommt ohne Krankheiten zu verursachen.
- Authochtone Flora: gleich Normalflora.[1]
- Indigene Flora: gleich Normalflora.[1]
- Körpereigene Flora: Normalflora z. B. eines Menschen.
- Residente Flora (ansässige Flora): Ständig in einem Ort anzutreffende Mikroorganismen.
- Transiente Flora: Gesamtheit aller Mikroorganismen die nur vorübergehend in einem Habitat anzutreffen sind.

- Bakterienflora auch bakterielle Flora: Teilmenge von Flora. Gesamtheit aller Bakterien in einem bestimmten Habitat (z. B. der Haut). Synonym: Bakteriom.
- Virale Flora: Teilmenge von Flora. Gesamtheit aller Viren in einem bestimmten Habitat (z. B. eines Menschen). Auch: Virom.
- Pilzflora: auch Funga genannt. Teilmenge von Flora. Gesamtheit aller Pilze in einem bestimmten Habitat.[5]  Synonym: Mykobiom.
- parasitäre Flora: Teilmenge von Flora. Gesamtheit aller dauerhaft verbleibenden Parasiten in einem bestimmten Habitat.[1][6]
- Körpereigene Flora: Gesamtheit aller Mikroorganismen eines individuellen Körpers im Fließgleichgewicht. Synonym: Mikrobiom.
- Mischflora: eine Flora die aus mehr als einer Art Mikroorganismus besteht (vielfach der Fall).
- Mischflora: Mischzustand von einer Flora mit einer anderen Flora, wenn z. B. Mikroorganismen von einem Menschen zu einem anderen übertragen werden. Trifft keine Aussage zur Pathogenität.
- Begleitflora: in Untersuchungsgängen vorliegende, nicht-gesuchte Mikroorganismen die Untersuchungsergebnisse u. U. stören können, zum Beispiel durch Überwucherung.[7]

## Beispiele für Standortfloren
- Nasenflora: Gesamtheit aller Mikroorganismen einer Nase und deren Nasennebenhöhlen. Nasenmikrobiom.
- Mundflora auch Oralflora: Gesamtheit aller Mikroorganismen im Mund. Synonym: orales Mikrobiom.
- Darmflora: Gesamtheit aller Mikroorganismen in einem Darm. Synonym Darmmikrobiom.
  - Dickdarmflora: Gesamtheit aller Mikroorganismen in einem Dickdarm. Synonym: Dickdarmmikrobiom.
  - Enddarmflora auch Rektumflora: Gesamtheit aller Mikroorganismen im Enddarm. Synonym: Enddarmmikrobiom.
  - Analflora: Gesamtheit aller Mikroorganismen im Übergangsbereich von Enddarm zur äußeren Haut. Auch: Analmikrobiom.
  - Bifidusflora: Teil der Darmflora mit bestimmten Mikroorganismen im Zentrum der Begrifflichkeit (Bifidobacterium bifidus).
- Hautflora: Gesamtheit aller Mikroorganismen einer Haut. Synonym: Hautmikrobiom.
  - Ohrflora: Gesamtheit aller Mikroorganismen des Ohres. Synonym: Ohrmikrobiom
  - Achselflora: Gesamtheit aller Mikroorganismen einer Achsel. Synonym: Achselmikrobiom
- Vaginalflora auch Scheidenflora: Gesamtheit aller Mikroorganismen einer Vagina. Synonym: Vaginalmikrobiom
  - Introitalflora: Gesamtheit aller Mikroorganismen im Bereich des Introitus vaginae. Synonym: Introitalmikrobiom.
  - Milchsäurebakterienflora: Teil der Normalflora in bestimmten Körperregionen, z. B. der Vagina.
  - Döderlein-Flora: Teil der Vaginalflora (Eigenname zur Bezeichnung bestimmter Bakterien).
- Subpräputiale Flora: typische Flora unterhalb der männlichen Vorhaut.
- Urethralflora: Normalflora der distalen Urethra (d. h. Besiedelung der Harnröhre nur in der Nähe des Ausgangs nach Körperaußen).

## Weitere Verwendung des Begriffs Flora
- Kontamination mit Flora: Verunreinigung einer Probennahme mit Flora, z. B. von Urin mit Introitalflora oder Sputum (Husten-Auswurf) mit Mundflora.[8]
- Floraverteilungsmuster: weist darauf hin, dass Mikroorganismen sich an unterschiedlichen Stellen natürlicherweise unterschiedlich zusammensetzen.

## Weitere relevante  Begriffe
- apathogene Mikroorganismen: lösen unter normalen und besonderen Bedingungen in der Regel keine Infektion aus
- opportunistische Mikroorganismen: lösen unter normalen Bedingungen keine Infektionen aus, jedoch bei für sie günstiger Gelegenheit
- fakultativ pathogene Mikroorganismen: lösen meist keine Infektionen aus, nur bei für sie günstiger Gelegenheit
- obligat pathogene Mikroorganismen: lösen in der Regel auch in gesunden Organismen Infektionskrankheiten hervor
- Kommensalen: Gast-Wirt-Beziehung die für einen Teilhaber neutral und für den anderen von Nutzen ist[1]
- Saprophyten: Mikroorganismen, die ausschließlich von totem organischem Material leben und ihrem Wirt nicht schaden (obligate Saprophyten)[9]
- Mutualismus: Mikroorganismus und Wirt leben in beiderseitigem Nutzen[1]
- Symbionten: beteiligte artverschiedener Organismen die zu gegenseitigem Nutzen zusammenleben[10]
- endogene Infektionen: nicht von körperaußen eingetragene Infektion, sondern von innen heraus entstanden, z. B. durch ortsverschleppte Flora
- Probiotika: mit der Nahrung aufgenommene, lebende, apathogene Mikroorganismen, z. B. Milchsäurebakterien und Hefen[11]
- Präbiotika: Nahrungsbestandteile, körpereigen nicht abgebaut werden können die das Wachstum bestimmter, günstiger Bakterien (z. B. Laktobazillen, Bifidobakterien) im Darm unterstützen[12]
- Mikrobiom: Gesamtheit aller Mikroorganismen eines Habitats[13]
- Mikrobiota: Mikroorganismen der Gesamtheit des Habitats[13]
- Bakteriom: Gesamtheit aller Bakterien eines Habitats
- Bakteriota: Bakterien der Gesamtheit eines Habitats
- Virom: Gesamtheit aller normalerweise vorkommenden Viren eines Habitats, ohne dass Erkrankungen ausgelöst werden[14]
- Virota: Viren/Virusarten des Viroms
- Mykobiom: Gesamtheit aller Pilze eines Habitats
- Mykobiota: Pilze der Gesamtheit eines Habitats
- Parasitom: Gesamtheit aller dauerhaft anwesenden Parasiten einer Flora ohne das Erkrankungen ausgelöst werden. Enthält Protozoen und Helminthen[15]
- Resistom: Gesamtheit des Reservoirs an Determinanten die Antibiotikaresistenz vermitteln[16]